# Alan Sontag
Alan Sontag (ur. 1946 w Nowym Jorku) – amerykański brydżysta z tytułami World Grand Master oraz Seniors Life Master (WBF). Jest profesjonalnym brydżystą i autorem książek brydżowych. Mieszka w Gaithersburgu, w stanie Maryland z żoną Robin oraz ich synem Robertem.
Jest uznawany za jednego z najszybszych brydżystów świata. W roku 2007 Alan Sontag został włączony do Galerii Sław (Hall of Fame).

## Wyniki brydżowe

### Zawody światowe
W światowych zawodach zdobył następujące lokaty:
| Mistrzostwa Świata. Konkurencja teamów | Mistrzostwa Świata. Konkurencja teamów | Mistrzostwa Świata. Konkurencja teamów | Mistrzostwa Świata. Konkurencja teamów | Mistrzostwa Świata. Konkurencja teamów | Mistrzostwa Świata. Konkurencja teamów |
| Rok                                    | Miejsce                                | Zawody                                 | Kategoria                              | Drużyna                                | Pozycja                                |
| -------------------------------------- | -------------------------------------- | -------------------------------------- | -------------------------------------- | -------------------------------------- | -------------------------------------- |
| 2013                                   | Nusa Dua                               | 41. Mistrzostwa Świata Teamów          | Trans                                  | Gordon                                 | 1                                      |
| 2011                                   | Pekin                                  | SportAccord World Mind Games           | Mężczyźni                              | USA                                    | 2                                      |
| 2011                                   | Veldhoven                              | 40 Mistrzostwa Świata Teamów           | Trans                                  | Gordon                                 | 4                                      |
| 2010                                   | Filadelfia                             | 13 Seria Mistrzostw Świata             | Open                                   | Meltzer                                | 17                                     |
| 2007                                   | Szanghaj                               | 38 Mistrzostwa Świata Teamów           | Seniorzy                               | USA 2                                  | 1                                      |
| 2006                                   | Werona                                 | 12 Mistrzostwa Świata                  | Open                                   | Meltzer                                | 1                                      |
| 2005                                   | Estoril                                | 37 Mistrzostwa Świata Teamów           | Seniorzy                               | USA 1                                  | 1                                      |
| 2002                                   | Montreal                               | 11 Mistrzostwa Świata                  | Open                                   | Meltzer                                | 9                                      |
| 2001                                   | Paryż                                  | 35 Mistrzostwa Świata Teamów           | Open                                   | USA 2                                  | 1                                      |
| 2000                                   | Southampton                            | 34 Mistrzostwa Świata Teamów           | Trans                                  | Meltzer                                | 1                                      |
| 1998                                   | Lille                                  | 10 Mistrzostwa Świata                  | Open                                   | Jacobs                                 | 9                                      |
| 1997                                   | Hammamet                               | 33 Mistrzostwa Świata Teamów           | Trans                                  | Milner                                 | 10                                     |
| 1994                                   | Albuquerque                            | 9 Mistrzostwa Świata                   | Open                                   | Seamon                                 | 9                                      |
| 1991                                   | Jokohama                               | 30 Mistrzostwa Świata Teamów           | Open                                   | USA 1                                  | 5                                      |
| 1990                                   | Genewa                                 | 8 Mistrzostwa Świata                   | Open                                   | Eisenberg                              | 17                                     |
| 1983                                   | Sztokholm                              | 26 Mistrzostwa Świata Teamów           | Open                                   | USA 1                                  | 1                                      |
| 1978                                   | Nowy Orlean                            | 5 Mistrzostwa Świata                   | Open                                   | Sontag                                 | 7                                      |

| Mistrzostwa Świata. Konkurencja par | Mistrzostwa Świata. Konkurencja par | Mistrzostwa Świata. Konkurencja par | Mistrzostwa Świata. Konkurencja par | Mistrzostwa Świata. Konkurencja par | Mistrzostwa Świata. Konkurencja par |
| Rok                                 | Miejsce                             | Zawody                              | Kategoria                           | Partner                             | Pozycja                             |
| ----------------------------------- | ----------------------------------- | ----------------------------------- | ----------------------------------- | ----------------------------------- | ----------------------------------- |
| 2011                                | Pekin                               | SportAccord World Mind Games        | Mężczyźni                           | David Berkowitz                     | 11                                  |
| 2010                                | Filadelfia                          | 13 Mistrzostwa Świata               | Miksty                              | Robin Taylor                        | 4                                   |
| 2002                                | Montreal                            | 11 Mistrzostwa Świata               | Miksty                              | Gladys Collier                      | 286                                 |
| 2002                                | Montreal                            | 11 Mistrzostwa Świata               | Open                                | Peter Weichsel                      | 12                                  |
| 1998                                | Lille                               | 10 Mistrzostwa Świata               | Open                                | Peter Weichsel                      | 10                                  |
| 1994                                | Albuquerque                         | 9 Mistrzostwa Świata                | Open                                | Michael Lawrence                    | 31                                  |
| 1978                                | Nowy Orlean                         | 5 Mistrzostwa Świata                | Open                                | Peter Weichsel                      | 8                                   |

| Mistrzostwa Świata. Konkurencja indywidualna | Mistrzostwa Świata. Konkurencja indywidualna | Mistrzostwa Świata. Konkurencja indywidualna | Mistrzostwa Świata. Konkurencja indywidualna | Mistrzostwa Świata. Konkurencja indywidualna | Mistrzostwa Świata. Konkurencja indywidualna |
| Rok                                          | Miejsce                                      | Zawody                                       | Kategoria                                    | Pozycja                                      |                                              |
| -------------------------------------------- | -------------------------------------------- | -------------------------------------------- | -------------------------------------------- | -------------------------------------------- | -------------------------------------------- |
| 2011                                         | Pekin                                        | SportAccord World Mind Games                 | Mężczyźni                                    | 4                                            |                                              |

### Zawody europejskie
W europejskich zawodach zdobył następujące lokaty:
| Zawody europejskie. Konkurencja teamów | Zawody europejskie. Konkurencja teamów | Zawody europejskie. Konkurencja teamów | Zawody europejskie. Konkurencja teamów | Zawody europejskie. Konkurencja teamów | Zawody europejskie. Konkurencja teamów |
| Rok                                    | Miejsce                                | Zawody                                 | Kategoria                              | Drużyna                                | Pozycja                                |
| -------------------------------------- | -------------------------------------- | -------------------------------------- | -------------------------------------- | -------------------------------------- | -------------------------------------- |
| 2005                                   | Teneryfa                               | 2 Otwarte Mistrzostwa Europy           | Seniorzy                               | Hollman                                | 3                                      |
| 2003                                   | Mentona                                | 1 Otwarte Mistrzostwa Europy           | Miksty                                 | Pollack                                | 28                                     |
| 2003                                   | Mentona                                | 1 Otwarte Mistrzostwa Europy           | Open                                   | Meltzer                                | 17                                     |

## Klasyfikacja
- Alan Sontag – klasyfikacja WBF (ang.)